# Tomasz Gerlach
Tomasz Gerlach – polski dyplomata i indolog, chargé d’affaires i ambasador w Laosie (2001–2008). 

## Życiorys
Tomasz Gerlach ukończył studia indologiczne na Wydziale Orientalistycznym Uniwersytetu Warszawskiego. Opanował znajomość sanskrytu, hindi, urdu i języka bengalskiego. W 1986 zyskał doktorat na podstawie dysertacji Indie w świadomości Indusów. Jako naukowiec specjalizował się w indyjskim ruchu narodowym. Pierwszą wizytę w Indiach odbył na zaproszenie ICCR.
W 1991 rozpoczął pracę w Ministerstwie Spraw Zagranicznych. Na pierwszą placówkę wyjechał do Nowego Delhi, gdzie był radcą ds. kultury, nauki i technologii (1993–1999). Od 1999 do 2001 pracował w Departamencie Systemu Informacji MSZ. W latach 2001–2008 kierował Ambasadą RP w Wientianie, do 2004 jako chargé d’affaires, a następnie do 2008 jako ambasador. Odpowiadał za zamknięcie placówki. Przez kolejne dwa lata reprezentował polskie firmy wydobywcze w Laosie. Od 2011 do 2013 był I radcą ds. nauki, technologii, ekonomii i kultury w Ambasadzie RP w Bangkoku. W maju 2017 został w stopniu radcy-ministra dyrektorem Instytutu Polskiego w Nowym Delhi. Funkcję zakończył w 2018.

## Publikacje książkowe
- Tomasz Gerlach, Marzenna Rączkowska: Polityka kulturalna Wielkiej Brytanii. Instytut Kultury. Zakład Międzynarodowych Kontaktów Kulturalnych: Warszawa, 1982, s. 91. OCLC 830214895.
- Tomasz Gerlach: Indie w świadomości Indusów. Zakład Narodowy im. Ossolińskich: Wrocław, 1988, s. 175. ISBN 83-04-02657-0.

Przekłady
- John B. Chethimattam: Nurty myśli indyjskiej. Tomasz Gerlach (tłum.). Pax: Warszawa, 1974, s. 282. OCLC 830378980.